# Acaena splendens
Acaena splendens är en rosväxtart som beskrevs av William Jackson Hooker och Arn.. Acaena splendens ingår i släktet taggpimpineller, och familjen rosväxter.

## Underarter
Arten delas in i följande underarter:
- A. s. angustior
- A. s. subintegra